# Sutorectus tentaculatus
Espèce
Statut de conservation UICN

 LC  : Préoccupation mineure
Répartition géographique
Le Requin-tapis cordonnier (Sutorectus tentaculatus) est une espèce de requin-tapis (famille Orectolobidae).

## Description
S. tentaculatus est une petite espèce de requin-tapis démersal mesurant au maximum 92 cm avec de petites barbes nasales non ramifiées.

## Distribution et habitat
C'est une espèce endémique de l'Australie, confinée aux côtes du sud-ouest, qui vit dans les récifs coralliens, zones rocailleuses et forêt de kelp peu profondes,.

## Systématique
Sutorectus tentaculatus a été décrit pour la première fois par le zoologiste allemand Wilhelm Carl Hartwich Peters en 1864, sous le protonyme de Crossorhinus tentaculatus.

### Publication originale
- Publication originale : (de) Peters, W.C.H., « Über eine neue Percoidengattung, Plectroperca, aus Japan und eine neue Art von Haifischen, Crossorhinus tentaculatus, aus Neuholland », Monatsberichte der Königlichen Preussischen Akademie der Wissenschaften zu Berlin,‎ 1864, p. 121–126 (lire en ligne)